# Glockengießerei Zach
Die Glockengießerei Zach war ein Unternehmen in Stralsund, die im 19. Jahrhundert Glocken goss.

## Geschichte und Werke
Zur Geschichte sind keine Details bekannt. Vermutlich gründete Simon Zach die Werkstatt, sie wurde später durch Eduard Zach geleitet.
Folgende Glocken von Simon Zach sind erhalten:
- 1817 – Glocke der Dorfkirche Schlatkow
- 1819 – Glocke der Heilig-Kreuz-Kirche (Kemnitz)
- 1820 – Glocke der Dorfkirche Saal
- 1821 – kleine Glocke der Bartholomäuskirche in Damgarten
- 1829 – Glocke der Dorfkirche in Lüssow (bei Gützkow)
- 1830 – Glocke der St.-Laurentius-Kirche (Groß Kiesow)
- 1831 – Stundenglocke des Münsters in Bad Doberan (gesprungen, ein identischer Neuguss entstand 2012, die alte Glocke ist noch erhalten)
- 1832 – Glocke der St.-Jürgen-Kirche (Starkow)
- 1842 – Glocke der Schlosskirche zu Franzburg
- 1846 – Glocke der St.-Ewalds-Kirche Bodstedt
- 1849 – Glockenumguss in der St.-Marien-Kirche (Bergen)
- 1856 – Glocke der Kapelle Wolfsdorf
- 1864 – Glocke der Dorfkirche Groß Mohrdorf

Die 1848 für die St.-Laurentius-Kirche (Zudar) gegossene Glocke wurde 1917 für die Waffenproduktion eingeschmolzen.
Von Eduard Zach finden sich folgende Glocken:
- 1855 – Glocke der St.-Andreas-Kirche (Rappin)
- 1855 – Glocke der Dorfkirche Schlemmin
- 1859 – weiterer Glockenumguss in der St.-Marien-Kirche (Bergen)
- 1866 – Glocke der St.-Georgs-Kirche (Lüdershagen)